# Uku Suviste
Uku Suviste (Võru, 6 juni 1982) is een Estisch zanger.

## Biografie
Tot 1997 studeerde hij voornamelijk piano af aan een muziekschool in Tallinn. Hij studeerde tot 2005 af als IT-beheerder.
In 2018 deed hij mee aan Golos, The Voice in Rusland. Hij behaalde de halve finale.
In 2017, 2019 en 2020 nam hij deel aan Eesti Laul. In 2020 won hij, waardoor hij een ticket won voor het Eurovisiesongfestival 2020. Het festival werd evenwel afgelast. Een jaar later waagde hij opnieuw zijn kans in de Estische preselectie. Met het nummer The lucky one won hij voor het tweede jaar op rij, waardoor hij een herkansing kreeg op het Eurovisiesongfestival 2021. Daar bleef hij steken in de tweede halve finale.
1994: Silvi Vrait · 
1996: Ivo Linna & Maarja-Liis Ilus · 
1997: Maarja-Liis Ilus · 
1998: Koit Toome · 
1999: Evelin Samuel & Camille · 
2000: Ines · 
2001: Tanel Padar, Dave Benton & 2XL · 
2002: Sahlene · 
2003: Ruffus · 
2004: Neiokõsõ · 
2005: Suntribe · 
2006: Sandra Oxenryd · 
2007: Gerli Padar · 
2008: Kreisiraadio · 
2009: Urban Symphony · 
2010: Malcolm Lincoln · 
2011: Getter Jaani · 
2012: Ott Lepland · 
2013: Birgit Õigemeel · 
2014: Tanja · 
2015: Elina Born & Stig Rästa · 
2016: Jüri Pootsmann · 
2017: Koit Toome & Laura · 
2018: Elina Netsjajeva · 
2019: Victor Crone · 
2021: Uku Suviste · 
2022: Stefan · 
2023: Alika · 
2024: 5miinust & Puuluup · 
2025: Tommy Cash
- Gemeinsame Normdatei: 1228742626
- International Standard Name Identifier: 0000 0001 3097 8569
- MusicBrainz: 33d853e5-71a5-4517-bda4-dd2a80085640
- Virtual International Authority File: 1621161575631804730002